# Piktortéglaüregek
A piktortéglaüregek mesterségesen létrehozott üregek (nem barlangok), amelyek a Duna–Ipoly Nemzeti Park területén elhelyezkedő Budaörsön és Budapest XII. kerületében találhatóak.

## Leírás
Budaörs és Budapest közös határánál, a Budaörsi-hegy és a Kakukk-hegy oldalában található tíz piktortéglaüreg. Ezek a mesterségesen létrehozott üregjáratok olyan agyagbányák voltak, amelyekből az 1800-as évek végétől 1950-ig nagyon homogén, festhető anyagot termeltek ki. A környéken élő bányászcsaládok az innen kitermelt földet téglaformába öntve festék-adalékanyagnak adták el szobafestőknek. A megközelítőleg tíz darab üreg elérheti a 10 méteres mélységet is, ezért a megtekintésükhöz ajánlott elemlámpát használni. A Budai-hegység turista térképei számos piktortéglaüreg helyét jelölik.
Előfordulnak az üregek az irodalmukban Kakukkhegyi piktorföld-bányák (Bertalan 1976), Kakukk-hegyi piktorföld-bányák üregei (Kordos 1984), Kakukkhegyi piktortéglabányák (Bertalan 1976), Makkosmáriai 1. piktortéglaüreg (Eszterhás 2010), Makkosmáriai 2. piktortéglaüreg (Eszterhás 2010), Piktorföld-bányák üregei (Leél-Őssy 1952) és Piktortégla-üregek (Népszabadság 1996) neveken is.

## Kutatástörténet
Az 1952. évi Földrajzi Értesítőben szó van arról, hogy mesterséges üregek a Kakukk-hegy oldalában lévő Piktorföld-bányák üregei. Nagyon érdekesek ezek az üregek, melyek pannon márgában és meszes homokkőben vannak. Az 1957. évi Földrajzi Értesítőben kiadott, Leél-Őssy Sándor által írt tanulmányban meg van említve, hogy a Budai-hegység jelentős mesterséges eredetű üregei közé tartoznak a Kakukk-hegy és a Budaörsi-hegy oldalában található piktortégla bányák. Az 1958-ban megjelent, Budapest természeti képe című kiadványban az olvasható, hogy Leél-Őssy Sándor szerint a Budai-hegység mesterséges eredetű barlangjai közé tartoznak pl. a Budaörsi-hegy és a Kakukk-hegy oldalában található piktortégla bányák üregei.
Az 1959-ben napvilágot látott, Budapest természeti földrajza című könyvben szó van arról, hogy a Kakukk-hegy és a Budaörsi-hegy oldalában vannak mesterséges üregek. Az 1966-ban kiadott Budai-hegység útikalauzban, a 65. számú túra ismertetésében az van írva, hogy a piros sáv jelzést követve, a Kakukkhegyi úton emelkedve, majd az erdő szélét elérve és gyalogúton haladva, a gyalogút mellett feltűnik egy mély piktortégla bányaüreg. A 147. számú túra ismertetésében meg van említve, hogy a Frank-hegyi turistaháztól érkező piros sáv turistajelzést követve, egy kőbánya elérése előtt található egy nagy piktortéglaüreg (bemenni veszélyes!). Az 1964-ben megjelent, Geológiai kirándulások Budapest környékén című könyvben meg van említve, hogy a Budai-hegység mesterséges barlangjai és üregei közé tartoznak a Budaörsi-hegy és a Kakukk-hegy oldalában lévő festékbányák üregei.
A Bertalan Károly által írt, 1976-ban befejezett kéziratban az olvasható, hogy a Budai-hegységben lévő Kakukk-hegyen, Budaörsön helyezkednek el a Kakukkhegyi piktorföld-bányák (Kakukkhegyi piktortéglabányák). A tárók a Kakukk-hegy oldalában vannak. Mesterséges bányaüregek. A kézirat piktortéglaüregeket ismertető része 1 publikáció alapján lett írva. Az FTSK Barlangkutató Szakosztály 1983. évi jelentésében az van írva, hogy az Alsó-Jegenye-völgyben van néhány üreg. Ezek az üregek festékföld bányászata során lettek kialakítva. A szakosztály nem vizsgálta át a fejazó agyagban lévő üregeket. Az 1983. évi MKBT Beszámolóban publikálva lett a szakosztály jelentésének piktortéglaüregekre vonatkozó része.

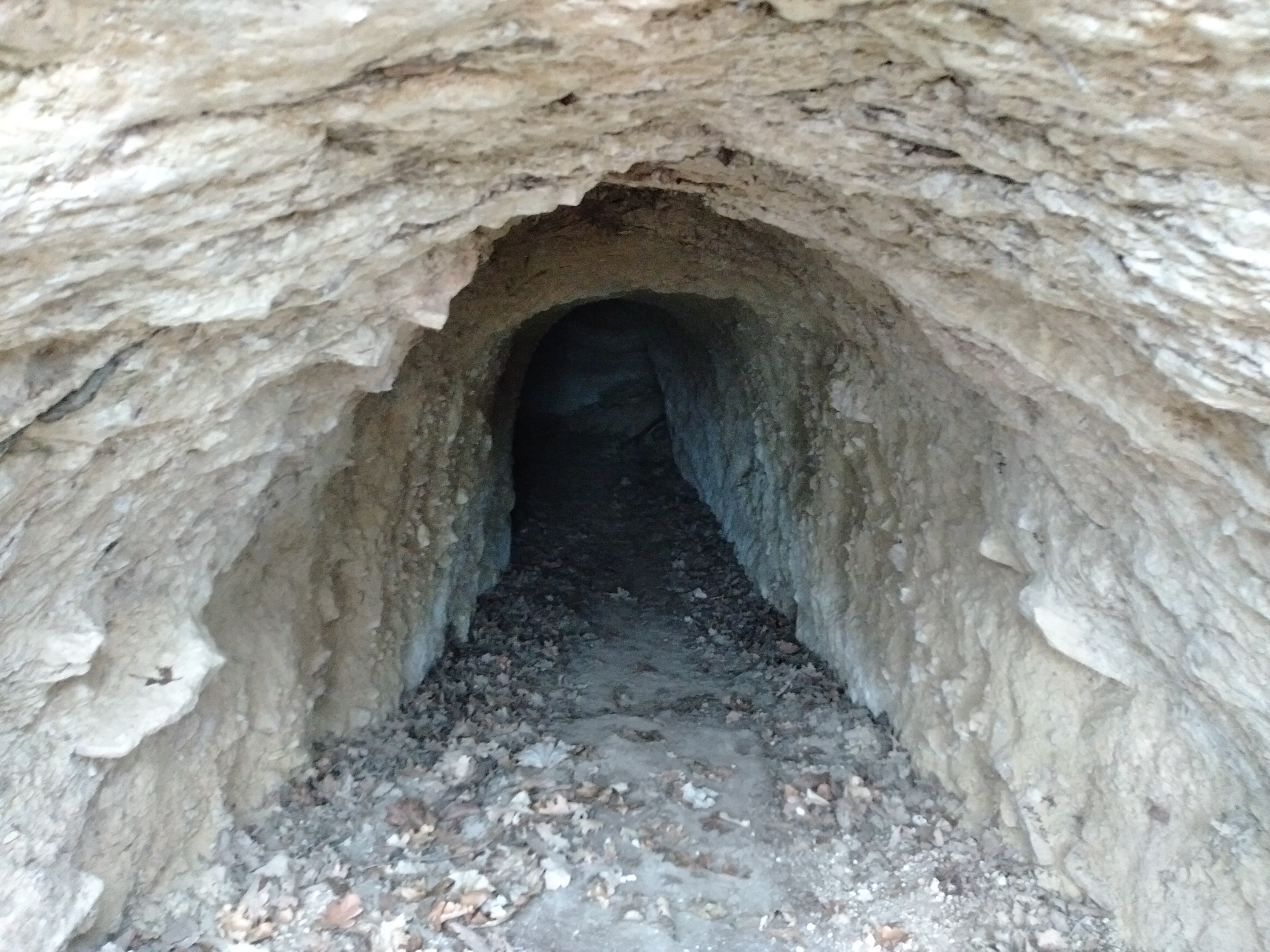
Az egyik piktortéglaüreg bejárati része

Az 1984-ben napvilágot látott, Magyarország barlangjai című könyv országos barlanglistájában szerepelnek a Budai-hegység barlangjai között az üregek Kakukk-hegyi piktorföld-bányák üregei néven. A listához kapcsolódóan látható a Dunazug-hegység barlangjainak földrajzi elhelyezkedését bemutató 1:500 000-es méretarányú térképen az üregek földrajzi elhelyezkedése. A Népszabadság 1996. április 30-i számában (Budapest melléklet) az olvasható, hogy a 90-es busz végállomásáról indulva rá kell fordulni a piros kereszt jelzésű, majd 50 m után a piros sáv jelzésű útra. Az út egyik érdekességét a vízmosás után lévő Piktortégla-üregek jelentik. A környéken élők az innen kitermelt földet téglaformába öntve festék-adalékanyagnak adták el szobafestőknek.
A Népszabadság 2000. április 14-i számából (Budapest melléklet) megtudható, hogy Csillebércről lefelé gyalogolva, Budaörs felé megtalálhatók a Piktortégla-üregek. Ezek olyan agyagbányák voltak, melyekből nagyon homogén, festhető anyagot termeltek ki. Az üregek elérhetik a 10 m mélységet is, ezért megtekintésükhöz ajánlott elemlámpát használni. A 2001. november 12-én készült, Magyarország nemkarsztos barlangjainak irodalomjegyzéke című kézirat barlangnévmutatójában szerepelnek a Budai-hegységben, Budaörsön lévő Piktortégla-üregek (Kakukk-hegyi piktorföld-bányák, Kakukk-hegyi piktorföld-bányák üregei, Kakukk-hegyi „piktor-tégla bánya”, Kakukk-hegy oldalában levő festékbányák üregei, Piktorföld-bányák üregei). A barlangnévmutatóban fel van sorolva 7 olyan irodalmi mű, amelyek foglalkoznak az üregekkel.

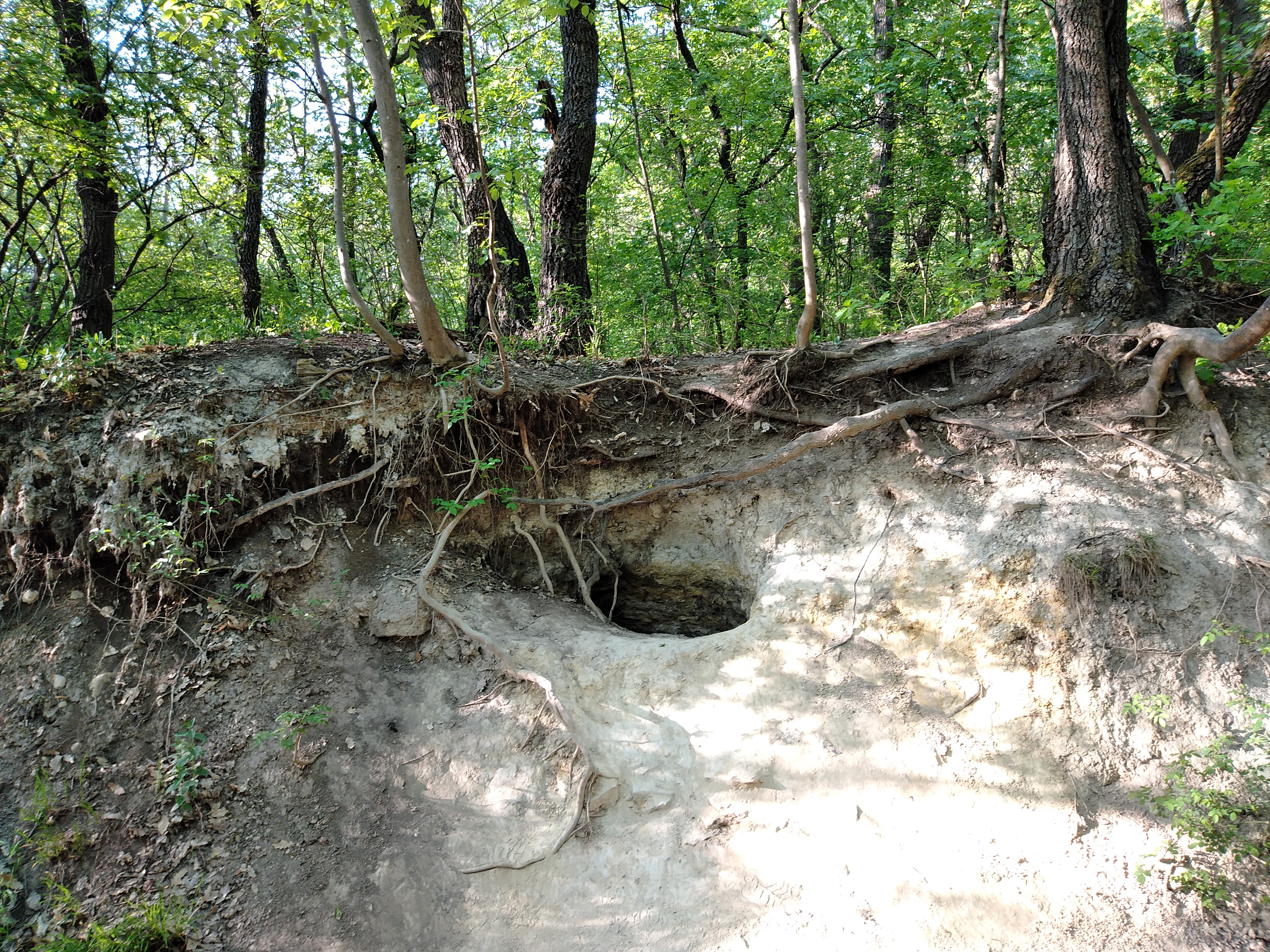
Az egyik piktortéglaüreg bejárata

A Budapesti Nap 2003. május 23-i számában van egy túraútvonal ismertetés. Az ismertetés szerint a Frank-hegyen lévő Kolacskovszky turistaháztól a sárga körút jelzésű út elágazásáig kell menni, majd a sárga körút jelzésű úton haladva, nemsokára jobbról-balról feltűnik néhány mesterséges barlang, úgynevezett piktortéglaüreg. A 2005. évi Pesti Műsorból megtudható, hogy a Vágtató Csigák Természetbarát Szakosztály által szervezett, 2005. szeptember 4-én tartandó túra és a 2005. október 2-án tartandó túra érinti a Piktortégla-üregeket. A 2007. évi Hegyisport és Turista Magazinban közölve lett, hogy a 2007. április 22-én tartandó, Gyertek ki a Vadasparkba! nevű teljesítménytúra útvonala érinteni fogja pl. a Piktortégla-üregeket.
Az Eszterhás István által 2010-ben írt összeállításban, a Magyarország nemkarsztos kőzeteiben lévő, barlangként említett mesterséges üregek felsorolásában meg van említve, hogy Budaörsön 11 piktortéglagödör található. Ezek az 5–10 m hosszú üregek márgában húzódnak. Budapesten van a Makkosmáriai 1. piktortéglaüreg, amely márgában lett létrehozva, 19 m hosszú és 1,6 m magas. A szintén Budapesten lévő Makkosmáriai 2. piktortéglaüreg márgában lett kialakítva, de beomlott. Ismeretlen kiterjedésű. A 2019-ben megjelent, Rajzok és feliratok Magyarország nemkarsztos barlangjaiban című tanulmányban Eszterhás István nem foglalkozik a budaörsi Piktortégla-üregek monogramjaival, mert azoknak a monogramoknak egyelőre nincs különösebb jelentősége. A Turista 2019. évi évfolyamában szó van arról, hogy a Farkas-hegytől a Frank-hegyi turistaházig tartó túrarész érinti a Piktortégla-üregeket.